# کوه ماننگوبا
کوه ماننگوبا (به لاتین: Mount Manengouba) یک کوه و آتشفشان در کامرون است که در Moungo واقع شده‌است. کوه ماننگوبا ۲٬۴۱۱ متر بالاتر از سطح دریا واقع شده‌است.